# Igor Trandienkow
Igor Leonidowicz Trandienkow (ros. Игорь Леонидович Транденков; ur. 17 sierpnia 1966 w Leningradzie) – rosyjski lekkoatleta uprawiający skok o tyczce.
Dwukrotny wicemistrz olimpijski (Barcelona 1992, Atlanta 1996). Brązowy medalista MŚ (Stuttgart 1993) i srebrny medalista ME (Helsinki 1994). Brązowy medalista halowych mistrzostw Europy (1994). Rekord życiowy – 6,01 (1996).
Mąż Mariny Trandienkowej – rosyjskiej sprinterki.